# Bačkovík
Bačkovík – wieś (obec) na Słowacji położona w kraju koszyckim, w powiecie Koszyce-okolice. Pierwsze wzmianki o miejscowości pochodzą z roku 1329. 
Według danych z dnia 31 grudnia 2012, wieś zamieszkiwało 487 osób, w tym 254 kobiety i 233 mężczyzn.
W 2001 roku rozkład populacji względem narodowości i przynależności etnicznej wyglądał następująco:
- Słowacy – 99,5%
- Czesi – 0,25%
- Ukraińcy – 0,25%

Ze względu na wyznawaną religię struktura mieszkańców kształtowała się w 2001 roku następująco:
- Katolicy rzymscy – 60,3%
- Grekokatolicy – 0,5%
- Ewangelicy – 36,97%
- Ateiści – 1,24%
- Nie podano – 0,25%